# Maurice Fingercwajg
Mosze (Maurice) Fingercwajg (ur. 25 grudnia 1923 w Warszawie, zm. 21 lutego 1944 w Suresnes) – uczestnik francuskiego ruchu oporu, członek grupy Manukiana.

## Życiorys
Fingercwajg urodził się w rodzinie ubogich robotników żydowskich. Jako niespełna trzyletnie dziecko wyjechał razem z rodzicami i rodzeństwem do Paryża, gdzie jego ojciec spodziewał się znaleźć lepszą pracę. Do dziesiątego roku życia uczęszczał do szkoły, jednak po śmierci matki musiał zrezygnować z dalszej nauki i pójść do pracy. Za sprawą swojego starszego brata, Jacques'a, zetknął się z ideami komunistycznymi i wstąpił do młodzieżówki PCF, gdzie wyróżniał się swoją aktywnością.
Na wiosnę 1942 Fingercwajg jako jeden z pierwszych ochotników wstąpił do 2. żydowskiego oddziału tworzonego w ramach jednostek imigranckich komunistycznego ruchu oporu. Wyróżnił się odwagą na tyle, że został oddelegowany do grupy Manukiana, gdzie razem z Josephem Boczovem miał zajmować się wykolejeniami. W lecie 1942, w czasie obławy Vel d’Hiv Fingercwajg stracił ojca i dwóch braci, którzy zostali wywiezieni do obozów zagłady poza Francją.
Został aresztowany w listopadzie 1943 razem z pozostałym bojownikami swojego oddziału, skazany na śmierć i stracony 21 lutego 1944 w forcie Mont Valérien. Jego zdjęcie pojawiło się na czerwonym afiszu, razem z adnotacją: „Figercwajg, polski Żyd, 3 zamachy, pięć wykolejeń”.